# 盧卡·維塔利
盧卡·維塔利（義大利語：Luca Vitali；1986年5月9日—）是一位意大利籃球運動員。他現在效力於西班牙甲級籃球聯賽球隊格蘭加那利籃球俱樂部。他也代表意大利國家籃球隊參賽。